# بريجيت أوبري
بريجيت أوبري (بالفرنسية: Brigitte Aubry )‏ (و. – م) هي ممثلة، وممثلة دُبلاج، من فرنسا.

## وصلات خارجية
- بريجيت أوبري على موقع IMDb (الإنجليزية)
- بريجيت أوبري على موقع ألو سيني (الفرنسية)
- بريجيت أوبري على موقع قاعدة بيانات الفيلم (الإنجليزية)